# Litochovice
Litochovice est une commune du district de Strakonice, dans la région de Bohême-du-Sud, en République tchèque. Sa population s'élevait à 278 habitants en 2020.

## Géographie
Litochovice se trouve à 12 km au sud du centre de Strakonice, à 45 km au nord-ouest de České Budějovice et à 109 km au sud-sud-ouest de Prague.
La commune est limitée par Přechovice, Milejovice et Kuřimany au nord, par Skály à l'est, par Čepřovice au sud-est, par Předslavice au sud, et par Volyně et Nišovice à l'ouest.

## Histoire
La première mention écrite du village date de 1400.